# Mursia
Mursia is een geslacht van kreeftachtigen uit de klasse van de Malacostraca (hogere kreeftachtigen).

## Soorten
- Mursia africana Galil, 1993
- Mursia arabica Kumar, Kumar & Galil, 2013
- Mursia armata De Haan, 1837
- Mursia aspera Alcock, 1899
- Mursia aurorae Galil & Ng, 2009
- Mursia australiensis Campbell, 1971
- Mursia baconaua Galil & Takeda, 2004
- Mursia bicristimana Alcock & Anderson, 1894
- Mursia buwaya Galil & Takeda, 2004
- Mursia coseli Crosnier, 1997
- Mursia cristiata H. Milne Edwards, 1837
- Mursia curtispina Miers, 1886
- Mursia danigoi Galil, 1993
- Mursia diwata Galil & Takeda, 2004
- Mursia flamma Galil, 1993
- Mursia hawaiiensis Rathbun, 1894
- Mursia longispina Crosnier, 1997
- Mursia mameleu Galil & Takeda, 2004
- Mursia mcdowelli Manning & Chace, 1990
- Mursia microspina Davie & Short, 1989
- Mursia minuta Spiridonov & Apel, 2007
- Mursia murimura Galil, 2013
- Mursia musorstomia Galil, 1993
- Mursia orientalia Takeda & Galil, 2005
- Mursia poupini Galil, 2001
- Mursia spinimanus Rathbun, 1906
- Mursia steinhardti Galil & Ng, 2009
- Mursia trispinosa Parisi, 1914
- Mursia zarenkovi Galil & Spiridonov, 19